# Sân vận động Arthur Ashe
Sân vận động Arthur Ashe là sân quần vợt tại Flushing Meadows–Corona Park thuộc quận Queens, thành phố New York. Là một phần của trung tâm Quần vợt Quốc gia USTA Billie Jean King, đây là sân chính của giải Mỹ Mở rộng, và là sân quần vợt lớn nhất thế giới, với sức chứa 23.771 chỗ ngồi.
Sân được đặt theo tên của Arthur Ashe, người đã vô địch giải Mỹ Mở rộng đầu tiên của kỷ nguyên mở năm 1968, và là một trong những vận động viên quần vợt xuất sắc nhất của Mỹ. Thiết kế ban đầu của sân hoàn thành vào năm 1997 không có mái che. Sau nhiều năm liên tiếp bị trì hoãn vì thời tiết khắc nghiệt, sân đã được bổ sung mái che di động vào năm 2016.

## Hình ảnh

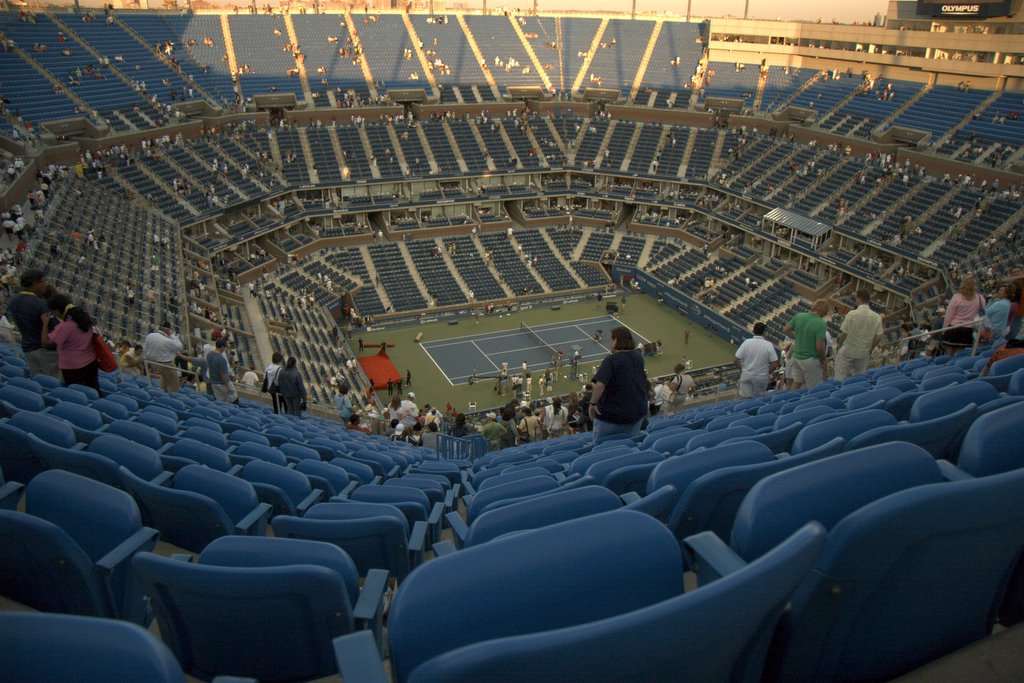
Sân vào năm 2005

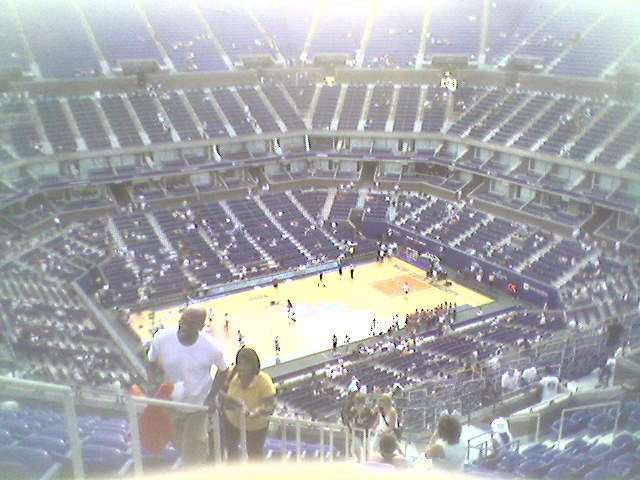
Tháng 7 năm 2008, sân Arthur Ashe tổ chức trận đấu bóng rổ chuyên nghiệp đầu tiên ngoài trời